# جيمس جونسون (لاعب كرة قدم أمريكية أمريكي)
جيمس جونسون (بالإنجليزية: James Johnson)‏ هو لاعب كرة قدم أمريكية أمريكي، ولد في 6 سبتمبر 1984.

## وصلات خارجية
- جيمس جونسون (لاعب كرة قدم أمريكية أمريكي) على موقع مرجع كرة القدم المحترفة.كوم (الإنجليزية)